# Yves Chataigneau

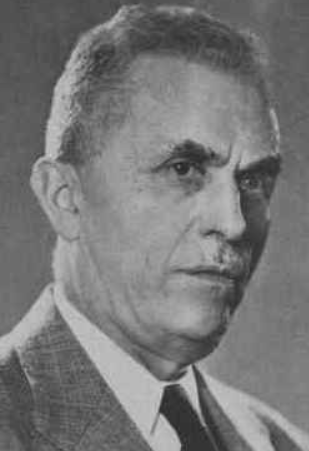
Yves Chataigneau

Yves Chataigneau (* 22. September 1891 in Vouillé, Département Vienne; † 4. März 1969 in Paris) war ein französischer Pädagoge, Offizier und Diplomat.

## Leben
Chataigneau studierte Philosophie und Recht und wurde im Ersten Weltkrieg als Leutnant im französischen 409. Infanterieregiment zweimal verwundet. Für seine Verdienste in der Schlussphase des Krieges als Verbindungsoffizier wurde er mit dem US-amerikanischen Verdienstorden ausgezeichnet. 1919 beendete er seine Studien und wurde in den Fächern Geschichte und Geographie diplomiert.
Chataigneaus Karriere war durch seine Posten im Ausland bestimmt, nachdem er Generalsekretär des französischen Premierministers Léon Blum gewesen war. 1939 wurde er Gesandter in Afghanistan und dort 1940 zum Botschafter ernannt. Das Vichy-Regime löste ihn dort 1942 ab. Er schloss sich 1943 im Libanon dem Freien Frankreich des General de Gaulle an und wurde bis 1944 französischer Hochkommissar der Levante.
Am 8. September 1944 wurde Chataigneau, der den Spitznamen Mohammed wegen seiner Kenntnisse der arabischen und moslemischen Kultur trug, Generalgouverneur in Algerien. Dort kam es am 8. Mai 1945 und den darauf folgenden Tagen zum Massaker von Sétif und Guelma, für das er unter anderem auch von de Gaulle verantwortlich gemacht wurde. Obwohl er am 8. Mai 1945 und den folgenden Tagen nicht in Algerien war, wird er noch heute für die Taten seiner Untergebenen verantwortlich gemacht.
Nach seiner Ablösung in Algerien am 11. Februar 1948 wurde Chataigneau bis 1949 Botschafter Frankreichs in Moskau, danach fungierte er bis 1954 als diplomatischer Berater seiner Regierung.

## Privates
Chataignaus Sohn, Jacques, war Mitglied der französischen Résistance. Er fiel nach der Invasion in der Normandie als Verbindungsoffizier in Montsauche am 24. Juni 1944 und wurde auf dem französisch-britischen Soldatenfriedhof von Ouroux im Département Morvan bestattet.

## Auszeichnungen und Ehrungen
- Großoffizier der Ehrenlegion.
- Distinguished Service Cross der USA.
- Member des britischen Royal Victorian Order.
- Croix de guerre 1914–1918.
- Croix de guerre 1939–1945.
- Mitglied der Académie des sciences morales et politiques auf dem Sitz (Fauteuil) von Albert Schweitzer.